# Oktober 1998
Portal Geschichte | Portal Biografien | Aktuelle Ereignisse | Jahreskalender | Tagesartikel

◄ |
19. Jahrhundert |
20. Jahrhundert
| 21. Jahrhundert

◄ |
1960er |
1970er |
1980er |
1990er
| 2000er | 2010er | 2020er | ►

◄ |
1994 |
1995 |
1996 |
1997 |
1998
| 1999 | 2000 | 2001 | 2002 | ►

◄ |
Juli 1998 |
August 1998 |
September 1998 |
Oktober 1998 |
November 1998 |
Dezember 1998 |
Januar 1999 |
►
Dieser Artikel behandelt tagesbezogene Nachrichten und Ereignisse im Oktober 1998.

## Tagesgeschehen

### Donnerstag, 1. Oktober 1998
- New York, Washington, D.C./Vereinigte Staaten: Der Sicherheitsrat der Vereinten Nationen ruft den serbischen Präsidenten Jugoslawiens Slobodan Milošević auf, allen Zivilpersonen jeder Ethnie Schutz zu gewähren. Die Regierung der Vereinigten Staaten kündigt für den Fall weiterer serbischer Angriffe auf Kosovo-Albaner „baldige Militärschläge“ an.[1]

### Freitag, 2. Oktober 1998
- Moskau/Russland: In einem Gespräch mit dem italienischen Ministerpräsidenten Romano Prodi bekräftigt der Ministerpräsident von Russland Jewgeni Primakow, dass es eine militärische Intervention im Kosovo-Konflikt nur mit einem Mandat des Sicherheitsrats der Vereinten Nationen geben dürfe. Dass der Sicherheitsrat ein solches Mandat erteilt, kann ausgeschlossen werden, weil Russland im Rat dann für das Mandat stimmen müsste.[2]

### Samstag, 3. Oktober 1998
- Kailua-Kona/Vereinigte Staaten: Natascha Badmann aus der Schweiz gewinnt die Konkurrenz der Damen des Triathlon-Wettbewerbs Ironman Hawaii und ist damit die erste europäische Siegerin in der Geschichte dieser Veranstaltung. Im Klassement der Männer, in dem im Vorjahr mit Thomas Hellriegel erstmals ein Europäer ganz vorn lag, gewinnt mit dem Kanadier Peter Reid diesmal wieder ein Nordamerikaner.[3][4]
- Riga/Lettland: Bei der dritten Parlamentswahl nach der Wiederherstellung der Unabhängigkeit 1990 erhält die Volkspartei mit 21,2 % die meisten Stimmen. 18,1 % der Wähler stimmen für die Partei Lettlands Weg. Die bisherige Regierung unter Führung der Partei Tēvzemei un Brīvībai/LNNK ist abgewählt.[5]

### Sonntag, 4. Oktober 1998
- Brisbane/Australien: Neuseeland entscheidet mit einem Sieg im Finale gegen Australien die vierte Auflage der Fußball-Ozeanienmeisterschaft für sich. Alle Turnierspiele fanden in Brisbane statt – zum Endspiel versammelten sich 2.000 Zuschauer im Stadion.[6]

### Montag, 5. Oktober 1998
- Vereinigte Staaten: Die Rapgruppe OutKast veröffentlicht ihr drittes Musikalbum mit dem Namen Aquemini. Es wird von den Kritikern für seine Originalität hoch gelobt und erreicht Platz 2 der Billboard Charts.

### Mittwoch, 7. Oktober 1998
- Stockholm/Schweden: Die Stiftung des Right Livelihood Awards wählt als Gewinner der diesjährigen so genannten „Alternativen Nobelpreise“ die kroatische Anti-Kriegs-Kampagne um Katarina Kruhonja und Vesna Teršelič, den britischen Umweltmediziner Samuel Epstein, das Internationale Aktionsnetzwerk für Babynahrung sowie die Unterstützergruppe der indigenen Bevölkerung in der chilenischen Bío-Bío-Region aus.[7]

### Donnerstag, 8. Oktober 1998

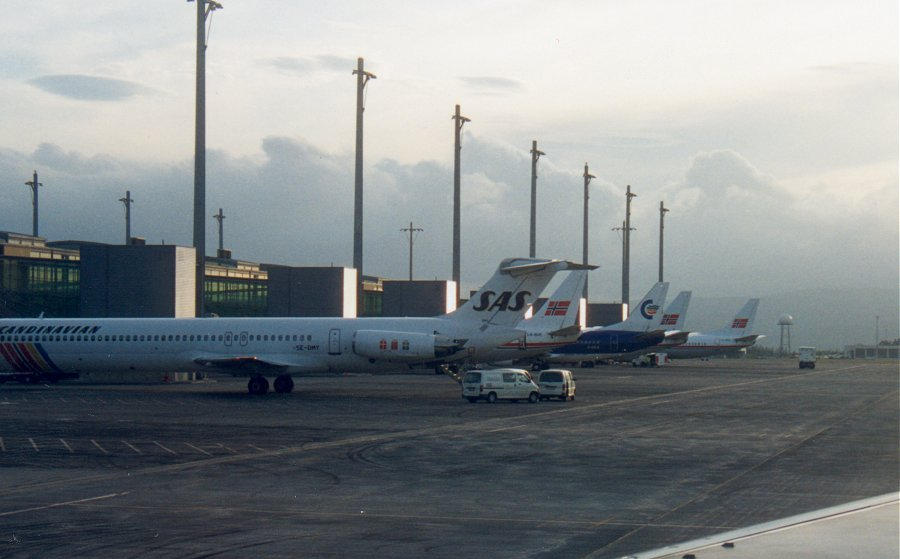
Oslo Airport

- Oslo/Norwegen: Der neue Bereich für die Passagierluftfahrt am bisherigen Militärflugplatz Gardermoen wird eröffnet. Architektur und Technik sind im europäischen Vergleich auf dem modernsten Stand.[8]
- Stockholm/Schweden: Der Portugiese José Saramago erhält in diesem Jahr den Nobelpreis für Literatur. Eines seiner bekanntesten Werke ist Das steinerne Floß.[9]

### Sonntag, 11. Oktober 1998
- Frankfurt am Main/Deutschland: Der Verfasser des Romans Ein fliehendes Pferd Martin Walser aus Deutschland erhält den Friedenspreis des Deutschen Buchhandels.[10]

### Montag, 12. Oktober 1998
- Stockholm/Schweden: Den Nobelpreis für Physiologie oder Medizin werden in diesem Jahr die Amerikaner Robert Francis Furchgott, Louis J. Ignarro und Ferid Murad für ihre Erforschung des Herz-Kreislauf-Systems erhalten.[11]

### Dienstag, 13. Oktober 1998
- Stockholm/Schweden: Der 1923 in Wien geborene amerikanische Staatsbürger Walter Kohn sowie der Brite John Anthony Pople werden in diesem Jahr den Nobelpreis für Chemie erhalten. Die Stiftung ehrt ihre Arbeiten in der Molekularforschung. Der Nobelpreis für Physik wird in diesem Jahr an den Amerikaner Robert Betts Laughlin, den Sino-Amerikaner Daniel Chee Tsui und den Deutschen Horst Ludwig Störmer für ihre Arbeit auf dem Feld der Quantenflüssigkeiten verliehen.[12][13]

### Mittwoch, 14. Oktober 1998
- Stockholm/Schweden: Der Inder Amartya Sen wird in diesem Jahr für seine Beiträge zur Wohlfahrtsökonomie den Alfred-Nobel-Gedächtnispreis für Wirtschaftswissenschaften erhalten.[14]
- Vaduz/Liechtenstein: Über 16 Jahre nach ihrem ersten Länderspiel beendet die liechtensteinische Fußballnationalmannschaft der Herren eine Partie mit einem Sieg. Das Pflichtspiel gegen die Auswahl Aserbaidschans in der Qualifikationsphase zur Fußball-Europameisterschaft 2000 gewinnt das Team von Trainer Ralf Loose mit 2:1.[15]
- Vejle/Dänemark: Die Denmark Open 1998 – eines der Top-10-Turniere des Jahres im Badminton in Europa beginnt. Es findet im Vejle Idraets Center statt und hat damit einen Vier-Sterne-Status im World Badminton Grand Prix. Das Preisgeld von 120.000 US-Dollar können sich vier Tage später unter anderem die Sieger Peter Gade (Herreneinzel), Camilla Martin (Dameneinzel) sichern.

### Freitag, 16. Oktober 1998
- Deutschland, Venezuela: Der Investitionsschutzvertrag zwischen beiden Staaten tritt in Kraft.[16]
- Oslo/Norwegen: Die Nordiren John Hume und David Trimble werden den diesjährigen Friedensnobelpreis erhalten. Das Komitee will die Politiker für ihre Bemühungen um eine friedliche Lösung des Nordirlandkonflikts auszeichnen.[17]

### Samstag, 17. Oktober 1998
- Bischkek/Kirgisistan: Beim Verfassungsreferendum stimmen die Wähler für die vorgeschlagene Bodenreform. Sie ermöglicht Privatpersonen erstmals den Erwerb von Grund und Boden. Mit Annahme des Referendums erhält gleichzeitig der kirgisische Präsident einen noch größeren Anteil an der Staatsgewalt.[18]
- Darmstadt/Deutschland: Die Deutsche Akademie für Sprache und Dichtung verleiht den Georg-Büchner-Preis an die Österreicherin Elfriede Jelinek.[19]
- Texas/Vereinigte Staaten: Die Zentraltexas-Flut fordert die ersten Todesopfer.[20]

### Sonntag, 18. Oktober 1998

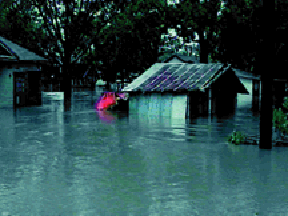
Hochwasser in Texas

- Priština/Jugoslawien: In der Hauptstadt der Provinz Kosovo treffen die ersten 15 Beobachter der OSZE ein. Sie sollen prüfen, ob sich ein Teil der serbischen Polizei- und Militärkräfte gemäß Forderung des Sicherheitsrats der Vereinten Nationen aus dem Kosovo zurückzieht. Die NATO kündigte Luftschläge auf Serbien an, falls es seine Militärpräsenz im Kosovo nicht reduziert.[21]
- Texas/Vereinigte Staaten: Die Anzahl der Menschen, die während der Zentraltexas-Flut ums Leben kommen, steigt auf mindestens 30.[22]

### Dienstag, 20. Oktober 1998
- Bonn/Deutschland: Die Fraktionen von SPD und Bündnis 90/Die Grünen im Bundestag schließen eine Koalitionsvereinbarung und besiegeln damit die erste rot-grüne Bundesregierung. Laut Vereinbarung wird Gerhard Schröder (SPD) neuer Bundeskanzler und Joseph Fischer (Grüne) Bundesminister des Auswärtigen und Vize-Kanzler.[23]

### Freitag, 23. Oktober 1998
- Iran: Die Wahlen zum Expertenrat finden statt. Die Wahlbeteiligung ist – obwohl die Reformer zur Beteiligung aufgerufen haben – niedrig und der Wächterrat ließ nur etwa 1/3 aller Kandidaten zur Wahl zu.

### Samstag, 24. Oktober 1998
- Bukarest/Rumänien: Das südosteuropäische Land und Frankreich schließen ein Abkommen über militärische Zusammenarbeit. Der französische Außenminister Alain Richard sichert seinen Gastgebern die Unterstützung seines Landes für Rumäniens Eintritt in die NATO zu.[24]

### Montag, 26. Oktober 1998
- Bergen/Norwegen: Der Fernsehsender TV 2 startet die Ausstrahlung der Seifenoper Hotel Cæsar.[25]
- Hannover/Deutschland: Den Niedersächsischen Landtag erreicht das Rücktrittsschreiben des seit 1990 amtierenden Ministerpräsidenten Gerhard Schröder (SPD).[26]

### Dienstag, 27. Oktober 1998

Lkw-Kolonne in Panmunjeom

- Bonn/Deutschland: Die Mitglieder des Bundestags wählen Gerhard Schröder (SPD) mit 351 von 669 möglichen Stimmen zum Bundeskanzler. Das Votum für Schröder liegt sechs Stimmen über der Anzahl der den Regierungsparteien SPD und Bündnis 90/Die Grünen zugehörigen Mandatsträger.[27]
- Panmunjeom/Korea: In der demilitarisierten Zone zwischen Nord- und Südkorea treffen 50 Lkw mit 501 Rindern ein. Die Fahrzeuge und die Haustiere sind ein Geschenk des südkoreanischen Unternehmers Chung Ju-yung, dem Gründer der Hyundai-Gruppe, an die Bevölkerung des totalitär regierten Nachbarlands und folgen einer 500-Tiere-Lieferung aus dem Juni, so dass Ju-yung insgesamt 1.001 so genannte „Wiedervereinigungskühe“ an Nordkorea übergab.[28]

### Mittwoch, 28. Oktober 1998
- Norddeutschland: Orkan Xylia sorgt im Einzugsgebiet der Flüsse Ems und Hase für starkes Hochwasser.
- Hannover/Deutschland: Der Landtag wählt Gerhard Glogowski (SPD) zum neuen Ministerpräsidenten von Niedersachsen. Sein Amtsvorgänger Gerhard Schröder ist inzwischen Bundeskanzler.[29]

### Donnerstag, 29. Oktober 1998

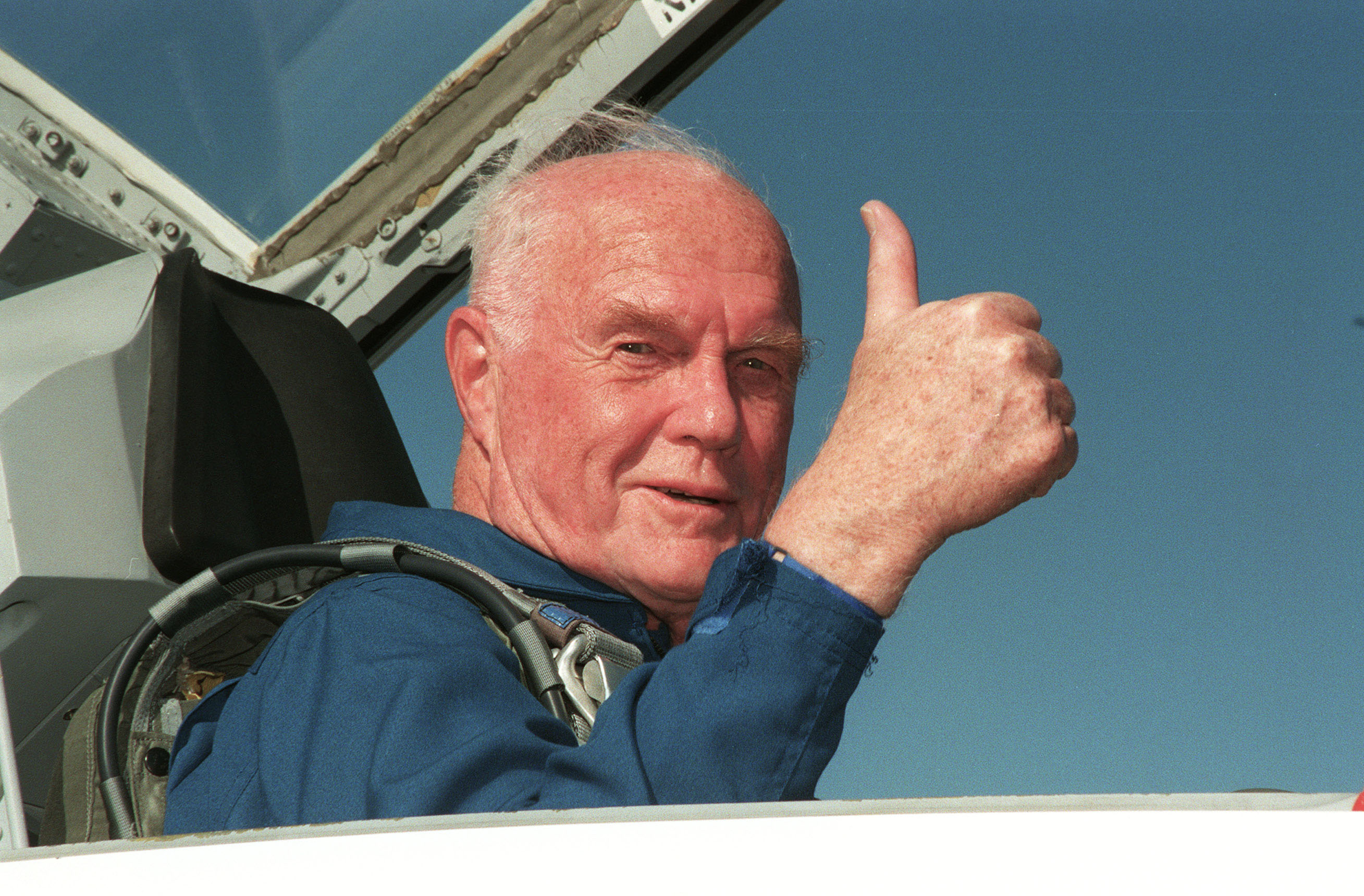
John Glenn kehrt zurück ins Weltall

- Amrum/Deutschland: Das Frachtschiff Pallas läuft an der deutschen Nordseeküste auf Grund. In der Folge laufen über 240 t Öl ins Gebiet des Nationalparks Schleswig-Holsteinisches Wattenmeer.[30]
- Bratislava/Slowakei: Mikuláš Dzurinda von der Partei SDK wird an der Spitze einer Vier-Parteien-Koalition neuer Ministerpräsident des Landes.[31]
- Cape Canaveral/Vereinigte Staaten: John Glenn kehrt als Teil der Mission STS-95 an Bord des Space Shuttles Discovery nach 36 Jahren ins Weltall zurück und wird mit 77 Jahren zum ältesten Raumfahrer der Geschichte. 1962 umkreiste der aktuelle Senator von Ohio in der Mercury-Atlas-6-Mission dreimal die Erde.[32]
- Guanaja/Honduras: Der aus dem Jahr 1927 stammende Großsegler Fantome geht mit 31 Mann Besatzung an der Karibikküste vor Honduras verloren.[33]

### Freitag, 30. Oktober 1998
- Tirana/Albanien: Der österreichische Vorsitzende des Rats für Allgemeine Angelegenheiten der Europäischen Union Wolfgang Schüssel bittet Albanien am letzten Tag der Konferenz Tirana International, sich für eine politische Lösung des Kosovo-Konflikts zu engagieren. Albanien müsse sich für einen Dialog zwischen Serben und Kosovo-Albanern einsetzen.[34]

## Weblinks

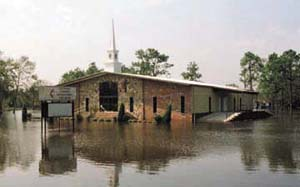
Mississippi im Oktober 1998